# Сенаторы от департамента Приморская Сена
В соответствии с законодательством Франции избрание сенаторов осуществляется коллегией выборщиков, в которую входят депутаты Национального собрания, члены регионального и генерального советов, а также делегаты от муниципальных советов. Количество мест определяется численностью населения. Департаменту Приморская Сена в Сенате выделено 6 мест. В случае, если от департамента избирается 3 и более сенаторов, выбор осуществляется среди списков кандидатов по пропорциональной системе с использованием метода Хэйра. Список кандидатов должен включать на 2 имени кандидата больше, чем число мандатов, и в составе списка должны чередоваться мужчины и женщины.
В выборах сенаторов 2020 года участвовали 7 списков кандидатов и 3092 выборщика.

## Результаты выборов 2020 года
|  | Лидер списка      | Политическая направленность                                      | Получено голосов | %     | Кол-во мест | +/- (к 2014 г.) |
|  | ----------------- | ---------------------------------------------------------------- | ---------------- | ----- | ----------- | --------------- |
|  | Аньес Канайе      | Республиканцы Союз демократов и независимых Радикальное движение | 1 423            | 46,78 | 4           | +1              |
|  | Дидье Мари        | Социалистическая партия                                          | 707              | 23,24 | 1           | -1              |
|  | Селин Брюлен      | Коммунистическая партия                                          | 525              | 17,26 | 1           | 0               |
|  | Вероник Береговуа | Европа Экология Зелёные Génération.s                             | 234              | 7,69  | 0           | 0               |
|  | Гиойм Пенель      | Национальный фронт                                               | 89               | 2,93  | 0           | 0               |
|  | Патрик Бюкур      | "Вставай, Франция!"                                              | 40               | 1,31  | 0           | 0               |
|  | Микаэль Барон     | Разные левые                                                     | 24               | 0,79  | 0           | 0               |

## Результаты выборов 2014 года
|  | Лидер списка         | Политическая направленность                             | Получено голосов | %     | Кол-во мест | +/- (к 2008 г.) |
|  | -------------------- | ------------------------------------------------------- | ---------------- | ----- | ----------- | --------------- |
|  | Катрин Морен-Десайи  | Союз за народное движение Союз демократов и независимых | 1 117            | 36,49 | 3           | 0               |
|  | Дидье Мари           | Социалистическая партия                                 | 803              | 26,23 | 2           | 0               |
|  | Тьерри Фуко          | Левый фронт                                             | 456              | 14,90 | 1           | 0               |
|  | Альфред Трасси-Пайог | Разные правые                                           | 341              | 11,14 | 0           | 0               |
|  | Филипп Фуше-Сайанфес | Национальный фронт                                      | 161              | 5,26  | 0           | 0               |
|  | Вероник Береговуа    | Европа Экология Зелёные                                 | 118              | 3,85  | 0           | 0               |
|  | Режин Марр           | Демократическое движение                                | 42               | 1,37  | 0           | 0               |
|  | Брижитт Бриер        | "Вставай, Франция!"                                     | 23               | 0,75  | 0           | 0               |

## Избранные сенаторы (2020-2026)
- Аньес Канайе (Республиканцы), вице-мэр Гавра
- Паскаль Мартен (Союз демократов и независимых/Радикальное движение), президент Совета департамента Приморская Сена
- Катрин Морен-Десайи (Союз демократов и независимых), член Регионального совета Нормандии
- Патрик Шове (Республиканцы), вице-президент Совета департамента Приморская Сена
- Дидье Мари (Социалистическая партия), бывший президент Генерального совета департамента Приморская Сена
- Селиин Брюлен (Коммунистическая партия), член Регионального совета Нормандии

## Избранные сенаторы (2014-2020)
- Катрин Морен-Десайи (Союз демократов и независимых), член городского совета Руана
- Шарль Реве (Республиканцы/Союз за народное движение), бывший президент Генерального совета департамента Приморская Сена
- Аньес Канайе (Республиканцы/Союз за народное движение), вице-мэр Гавра
- Дидье Мари (Социалистическая партия), бывший президент Генерального совета департамента Приморская Сена
- Нелли Токвиль (Социалистическая партия)
- Тьерри Фуко (Коммунистическая партия) (до 31 мая 2018)
- Селин Брюлен (Коммунистическая партия), член Регионального совета Нормандии (с 1 июня 2018)

## Сенаторы (2004-2014)
- Шарль Реве (Союз за народное движение), бывший президент Генерального совета департамента Приморская Сена
- Катрин Морен-Десайи (Союз демократов и независимых), член городского совета Руана
- Патрис Гелар (Союз за народное движение), мэр города Сент-Адресс
- Сандрин Юрель (Социалистическая партия)
- Марк Масьон (Социалистическая партия), мэр города Ле-Гран-Кевийи
- Тьерри Фуко (Коммунистическая партия)